# 森下郁子
森下 郁子（もりした いくこ、1935年6月26日 - ）は、日本の河川学者、社団法人淡水生物研究所所長。
台北生まれ。奈良女子大学理学部動物学科卒。兵庫県河川審議委員、応用生態工学研究会副会長、環境技術学会副会長、日本河川協会理事、国土技術研究センター理事、大阪産業大学教授などを経て現職。1977年『川の健康診断』で毎日出版文化賞受賞。2002年「魚類群集による河川環境評価手法の開発に関する研究」で芝浦工業大学工学博士。
専門は、陸水生態学、比較河川学、ダム湖学。

## 著書

### 単著
- 『川の健康診断 清冽な流れを求めて』 日本放送出版協会 (NHKブックス)、 1977.6
- 『生物からみた日本の河川』 山海堂、1978.1
- 『生物学的水質階級地図』 山海堂、1980.8
- 『環境を診断する 五感による生態学』 1981.6、(中公新書)
- 『ダム湖の生態学』 山海堂、1983.11
- 『生物モニタリングの考え方 指標生物学』 山海堂、1985.3
- 『遥かなる遼河』 山海堂、1985.9
- 『淙々たる大河 ザ・ニジェール、ユーコン、ボルガ』 山海堂、1986.10
- 『川にすむ生き物たち』 農山漁村文化協会、1989.1 (自然の中の人間シリーズ 川と人間編)
- 『アマゾン川紀行 原始の川を診る』 日本放送出版協会、1989.7 (NHKブックス)
- 『川と湖の科学』 日本放送出版協会、1989.7 (NHK市民大学)
- 『川の話をしながら 私の「川学」への歩み』 創樹社、1999.7

### 共編著
- 生物による水質調査法 津田松苗共著 山海堂 1974
- 水生昆虫の生態と観察 津田松苗、古屋八重子共著 ニュー・サイエンス社 1974
- 川と湖の博物館 生物からのメッセージ　9 おいでよ新宮川に 山海堂 1992.9 (水の図鑑環境シリーズ)
- 川と湖の博物館 5 バイオロードの生物 森下依理子共著 山海堂 1992.12
- 川と湖の博物館 10 川カルテ1993 山海堂 1993.10
- 川と湖の博物館 6 生物現象の知見 淀川と琵琶湖 山海堂 1994.10
- 川と湖の博物館 7 霞ケ浦と利根川 山海堂 1995.10
- 川と湖の博物館 8 共生の自然学 森下依理子共著 山海堂 1997.10
- 川のHの条件 陸水生態学からの提言 森下雅子、森下依理子共著 山海堂 2000.10